# Farm Security Administration

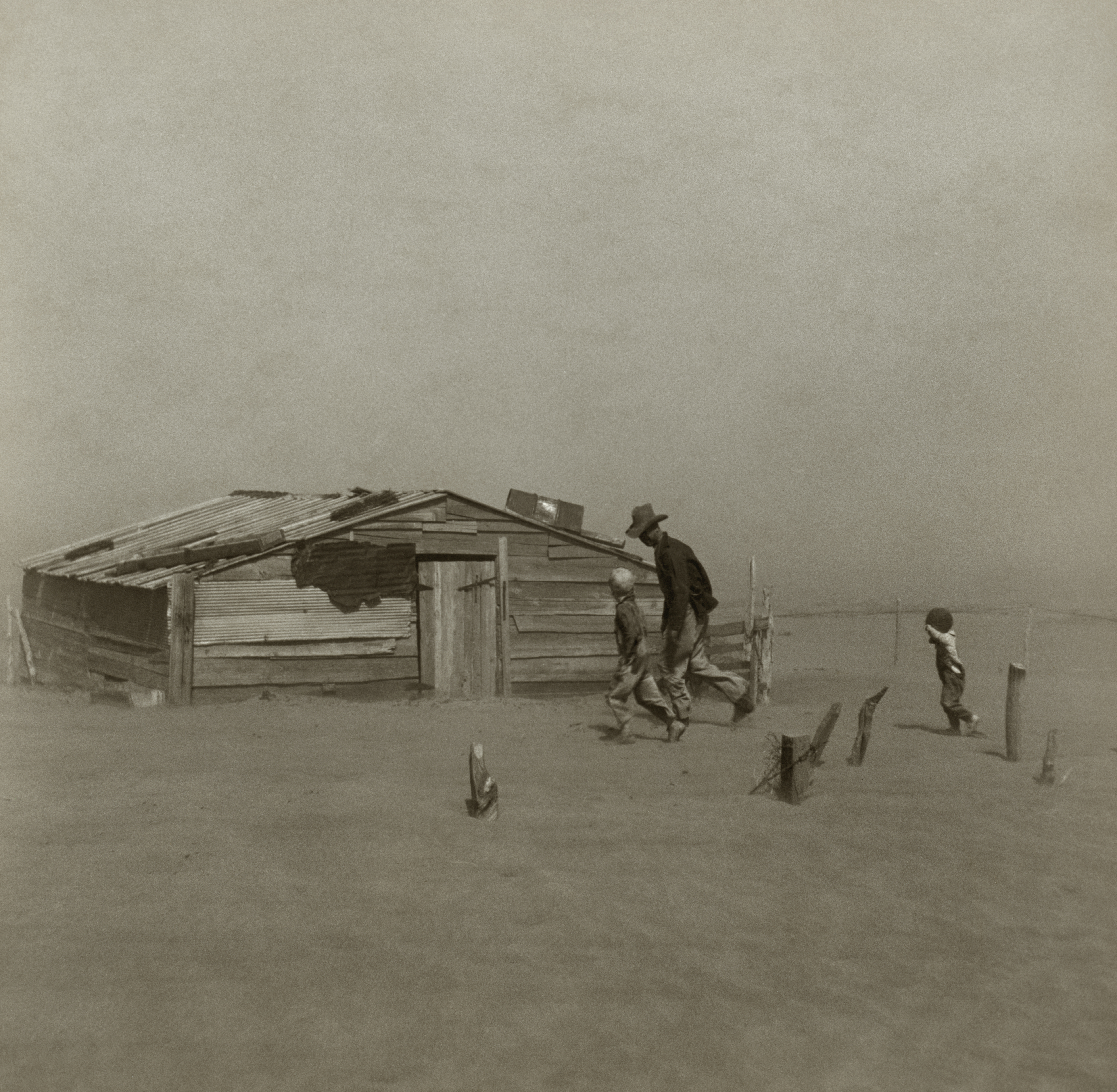
En bonde och hans två söner i en sandstorm i Cimarron County i Oklahoma, 1936. Foto: Arthur Rothstein

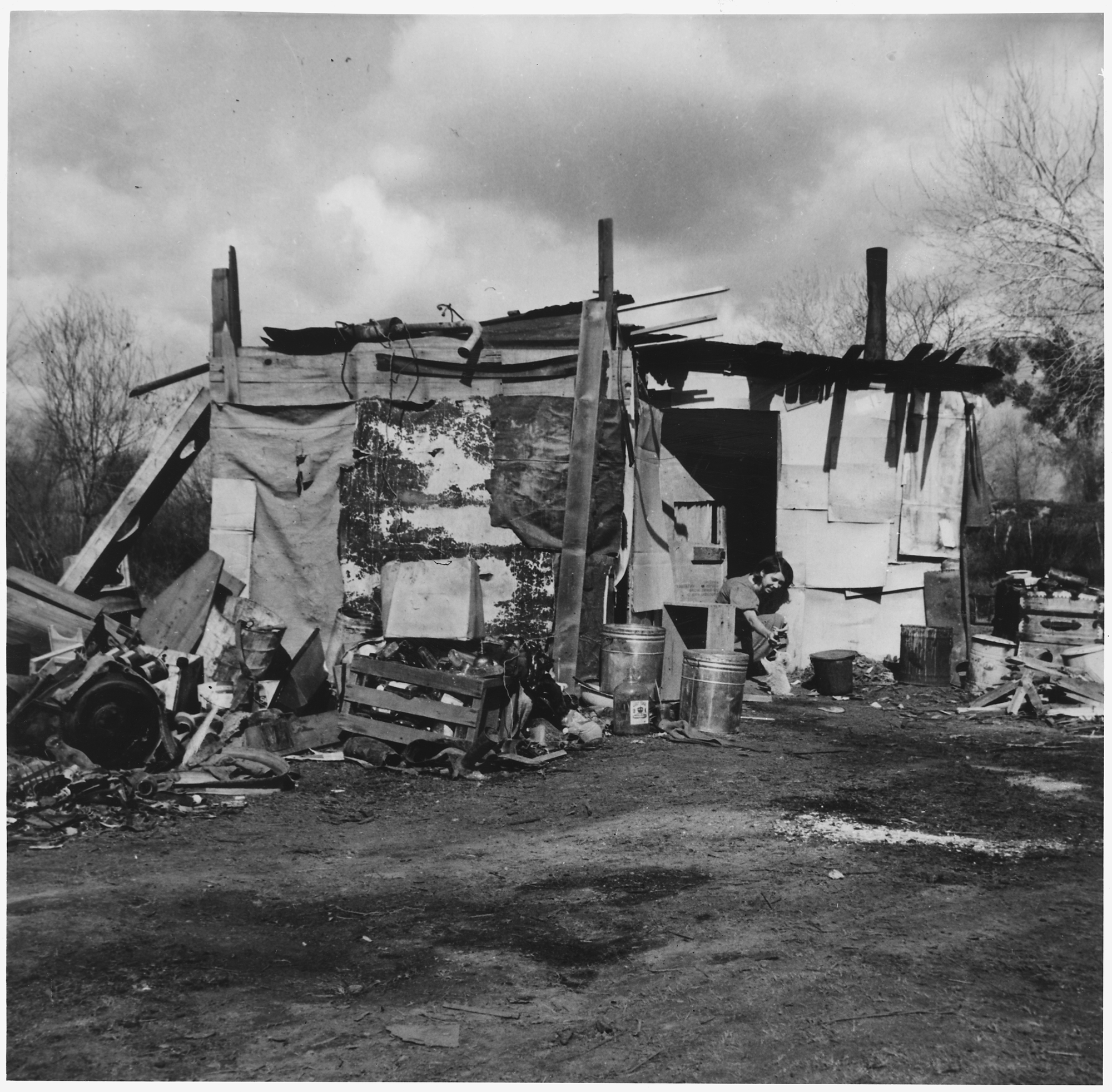
Migrant från Arkansas på fjärde året, nära Bakersfield i Kalifornien. Foto: Dorothea Lange

Farm Security Administration var en amerikansk myndighet, som inrättades i samband med New Deal 1937 för att bekämpa fattigdom under Den stora depressionen. Den efterträdde Resettlement Administration, som verkade 1935–1937. Myndigheten upphörde 1946.
De projekt som sammanfördes 1935 i Resettlement Administration påbörjades 1933 av Federal Emergency Relief Administration. Myndighetens chef Rexford Tugwell avgick efter kritik från olika håll 1937, varefter myndigheten omorganiserades under en ny chef under namnet Farm Security Administration. Denna fortsatte samma sorts verksamhet för att omlokalisera människor till ny stadsbebyggelse, ordna läger med rimlig standard för migranter, köpa ut småjordbruk i områden där lönsam odlingsmöjlighet upphört, upprätta jordbrukskollektiv och på andra sätt bekämpa fattigdom på landsbygden. Klimatfenomenet Dust Bowl på slättområdena Great Plains ledde till att tusentals arrendatorer, torpare och lantarbetare flyttade till Kalifornien.

## Fotograferingsprogram
Food Security Administration fortsatte ända till 1944 den dokumentära fotografering som påbörjades av föregångaren Resettlement Administration 1935. Under Roy Stryker hade informationsavdelningen ambitionen att "visa upp Amerika för amerikaner". Av fotografer som anlitades fanns bland andra följande:

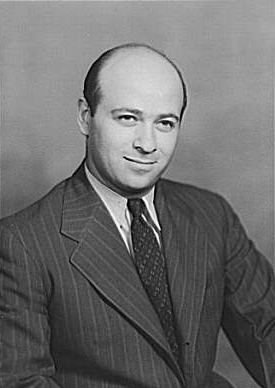
Jack Delano
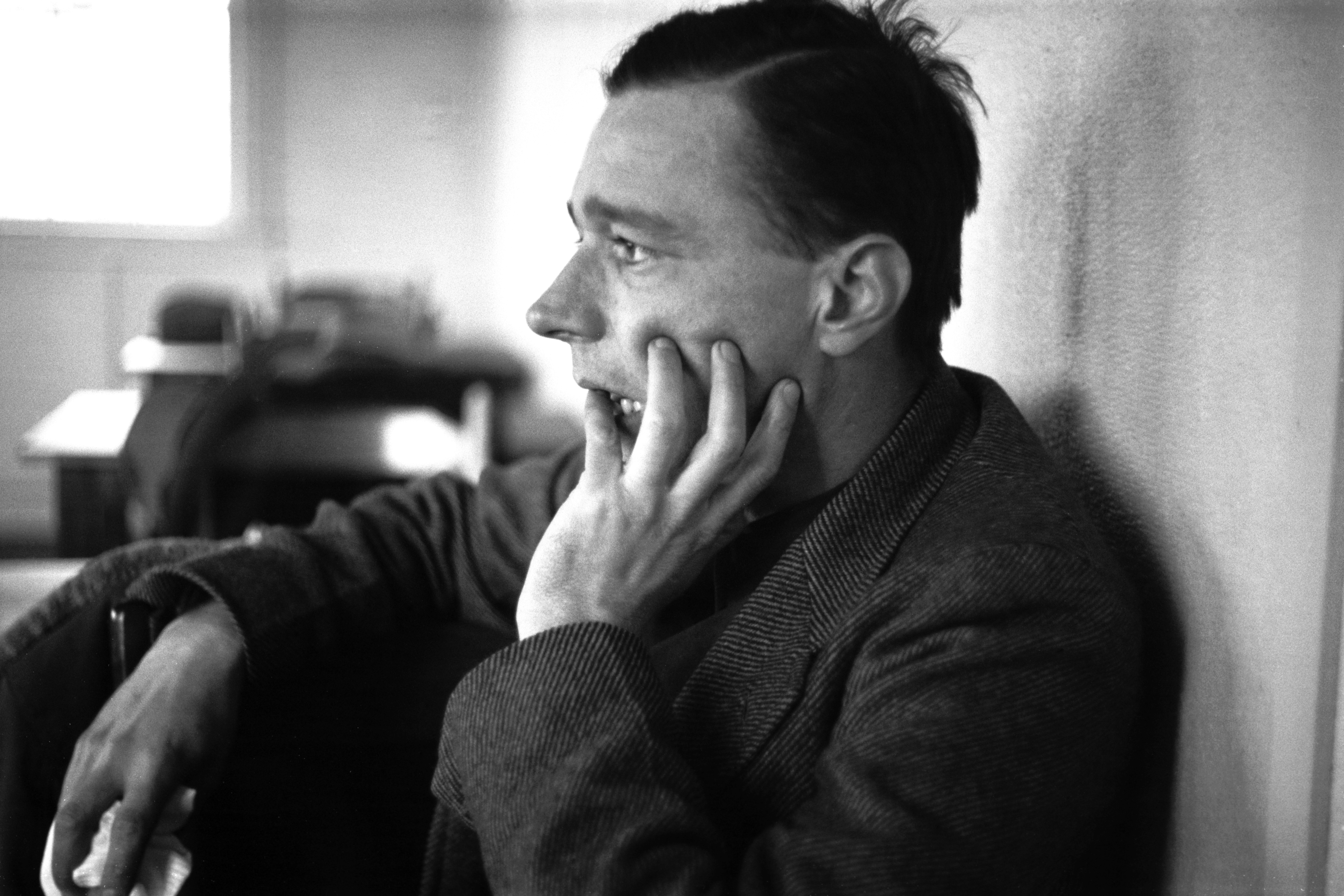
Walker Evans
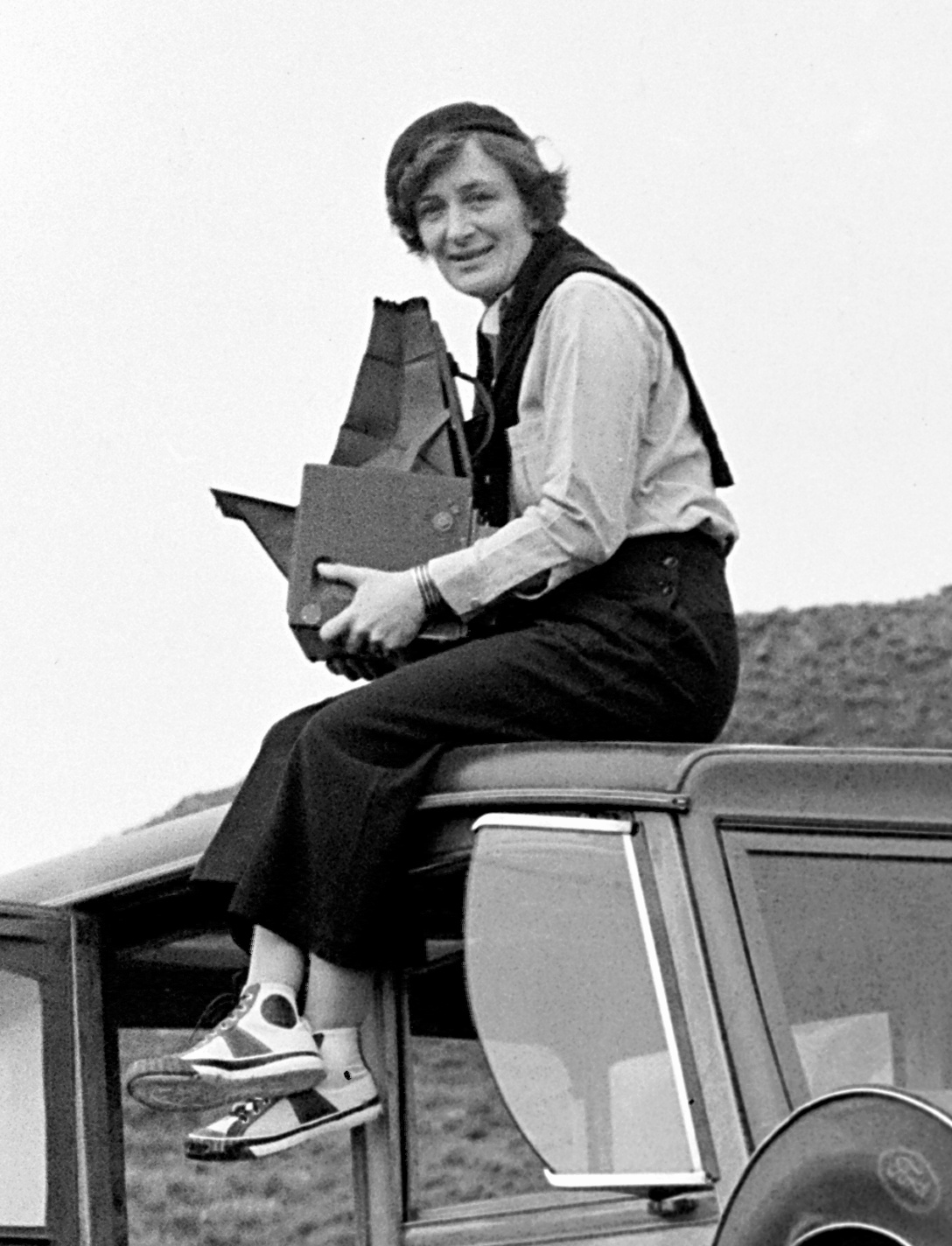
Dorothea Lange
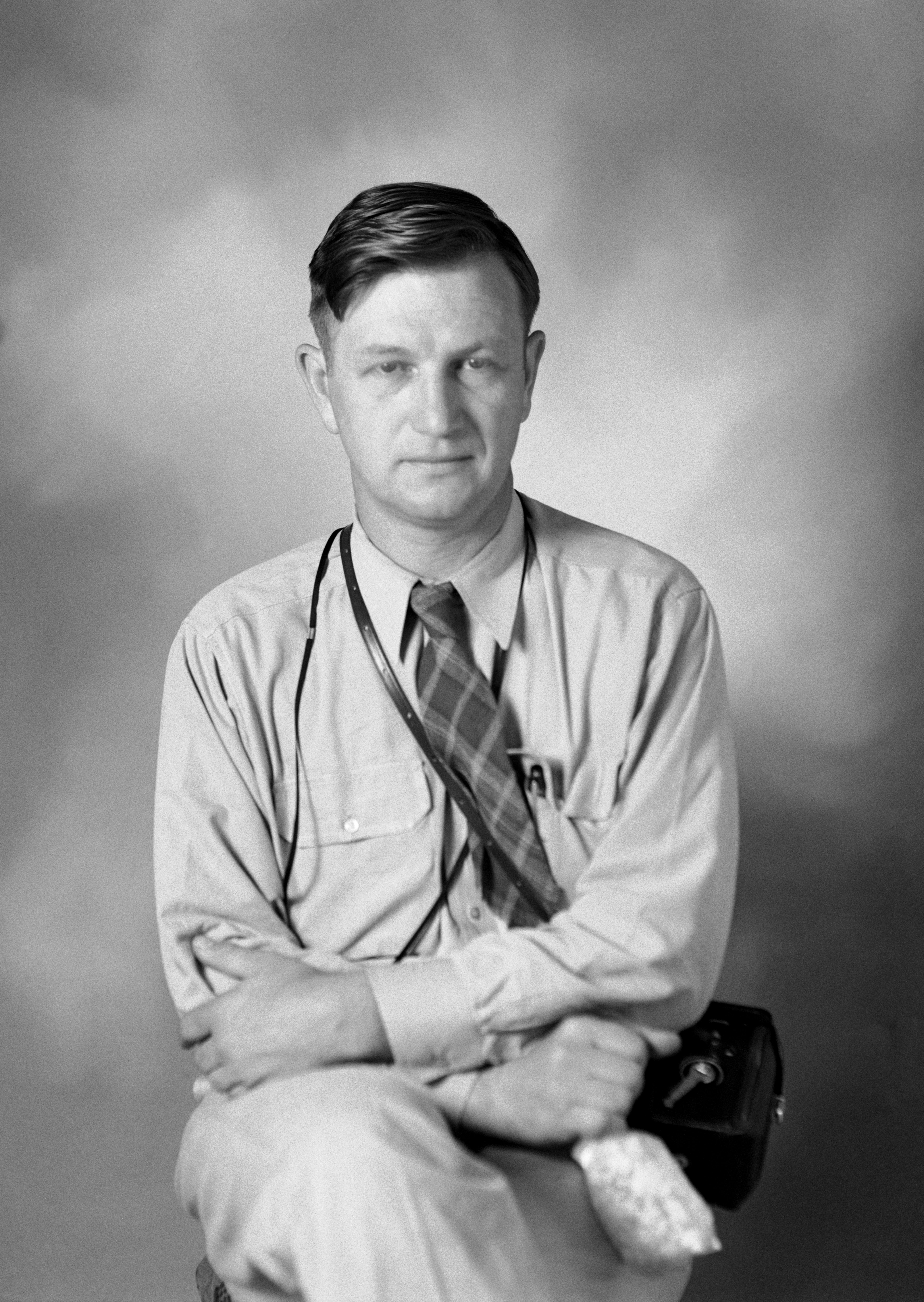
Russell Lee
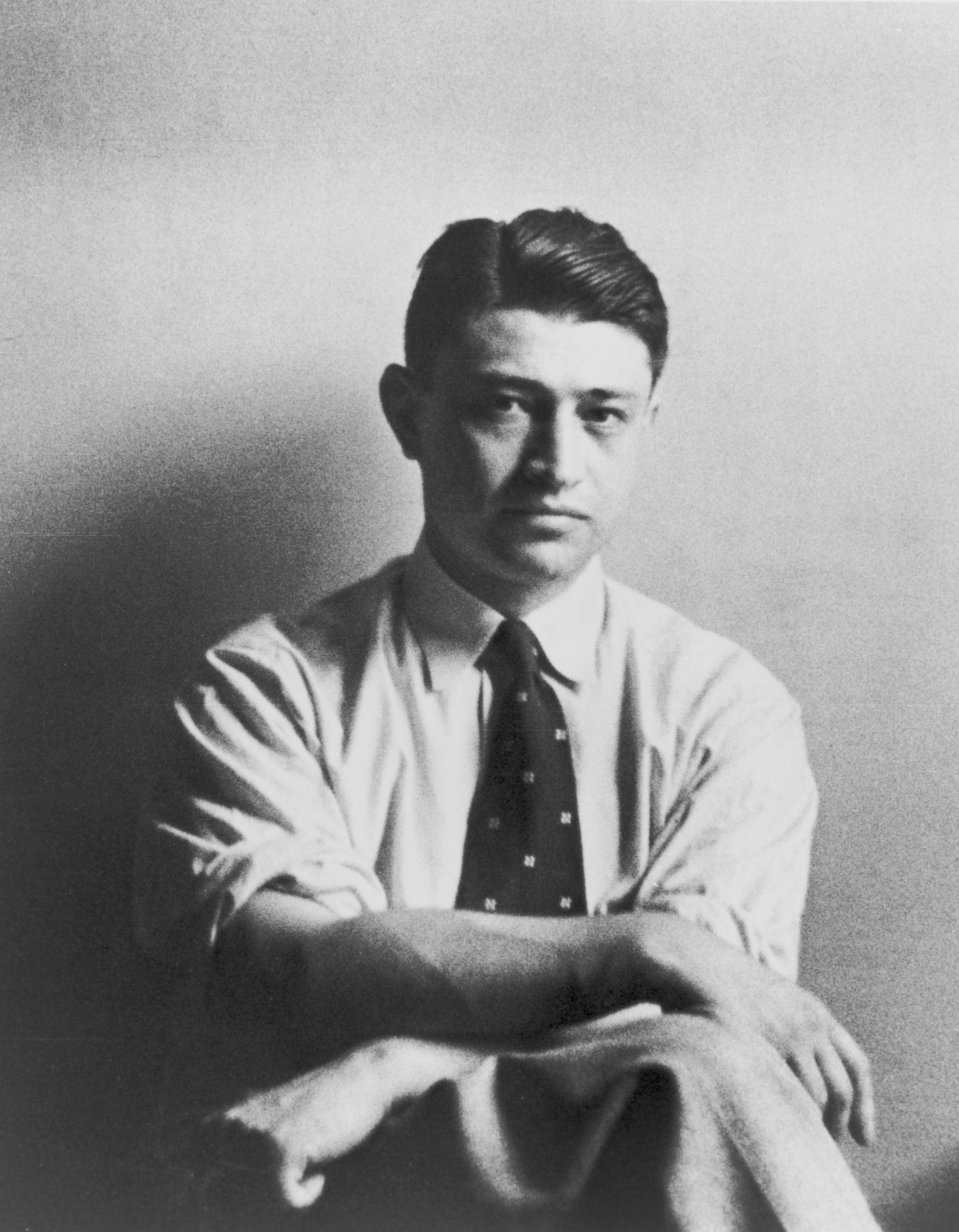
Carl Mydans
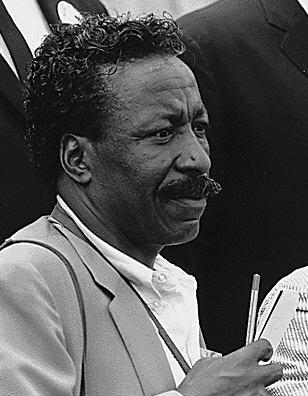
Gordon Parks
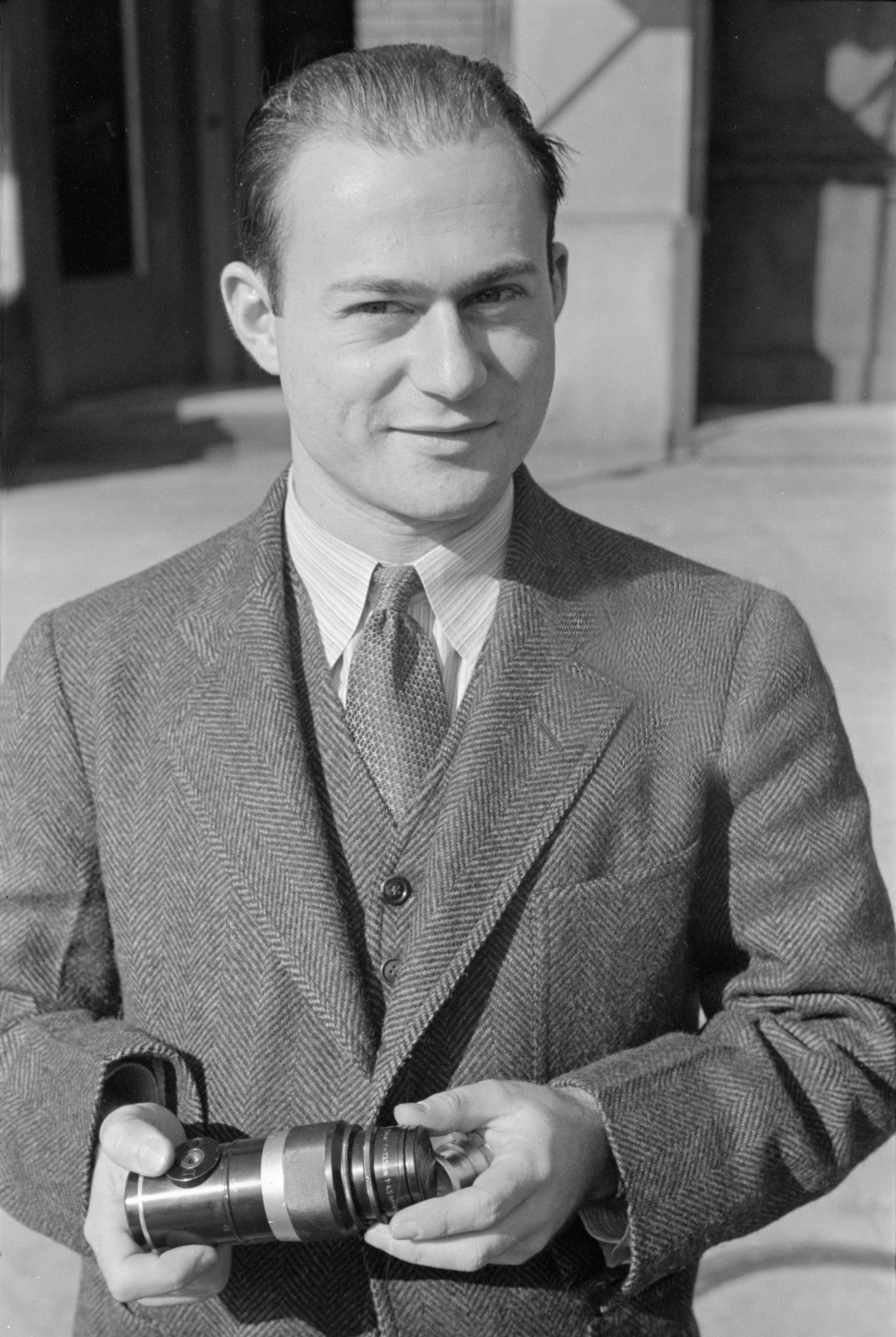
Arthur Rothstein
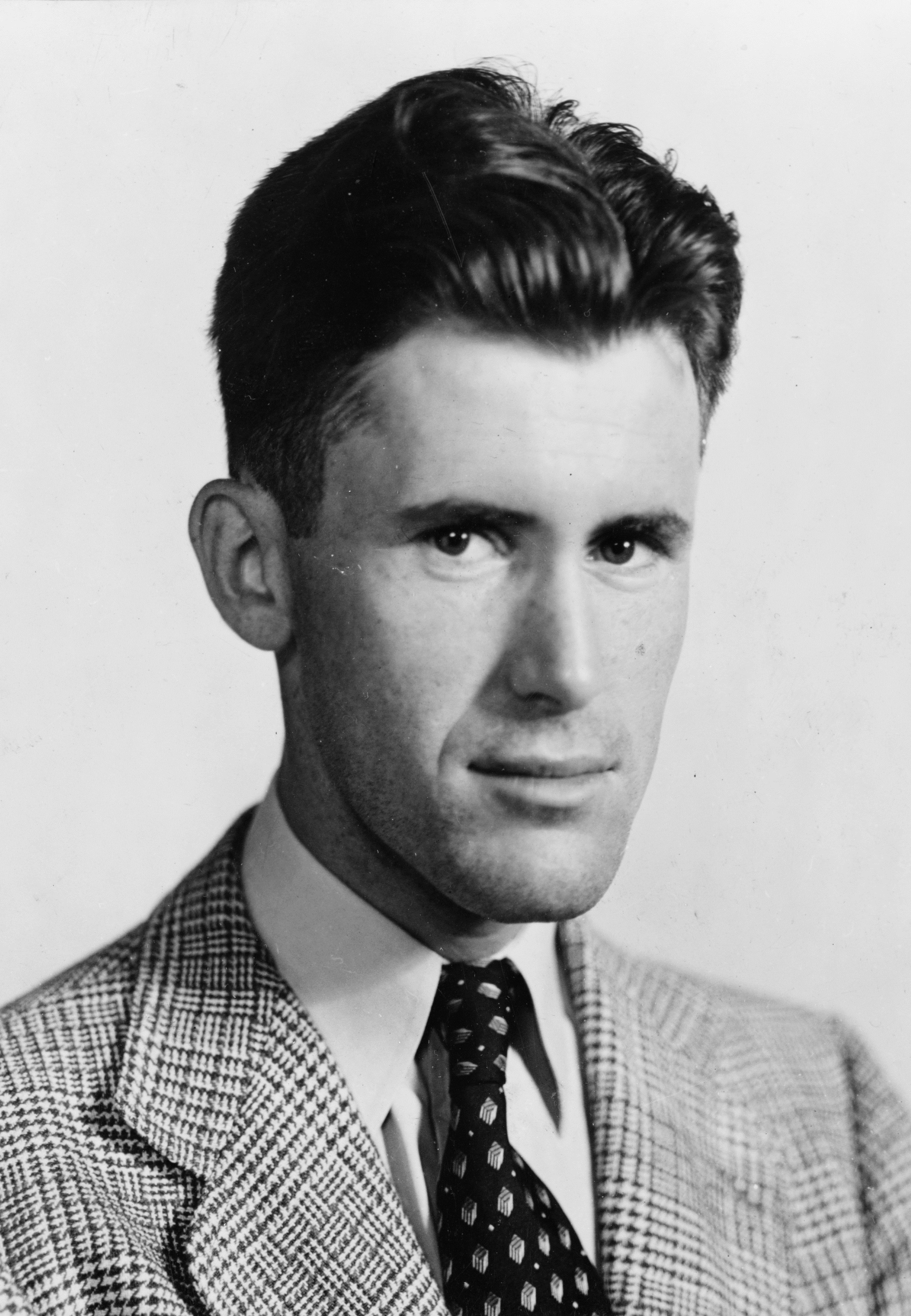
John Vachon
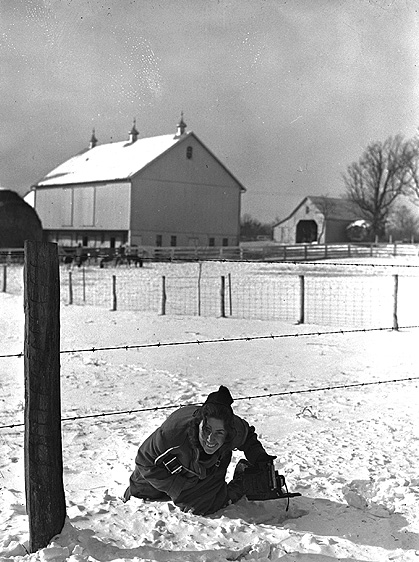
Marion Post Wolcott

## Andra världskriget och efteråt
Under andra världskriget skulle Farm Security Administration arbeta i samklang med Wartime Civil Control Administration, en myndighet under War Relocation Authority. Dessa senare myndigheter hade ansvar för att flytta japanskamerikaner från deras hem till interneringsläger, medan Farm Security Administration skötte den del av interneringsoperationen, som gällde jordbruk. Från mars 1942 hade Farm Security Administration ansvar för att överföra driften av gårdar, som drevs av japanskamerikaner, till andra brukare. Myndigheten skulle både kompensera japanskamerikanerna och se till att marken användes på ett bra sätt.
Efter det att USA gått in i andra världskriget uppstod miljontals av arbetstillfällen i städerna och behovet av Farm Security Administration upphörde. I slutet av 1942 flyttade presidenten husprogrammet till National Housing Agency och 1943 drog kongressen drastiskt ned myndighetens verksamhet. Enheten för fotografi överfördes till Office of War Information, för att läggas ned efter ett år. År 1946 hade all personal som sysslade med sociala frågor slutat och Farm Security Administration lades ned och ersattes av Farmers Home Administration, vilken hade till uppgift att finansiera övertagande av gårdar av arrendatorer och krigsveteraner, men utan någon rådgivningsfunktion i jordbruksfrågor.